# Saga (musiker)
Saga (född 1975, fullt namn Lina Saga Carolina Erikson) är en svensk singer/songwriter som var aktiv under detta artistnamn 2000-2014. Hon har även varit sångare i gruppen Symphony of Sorrow.
Saga sjunger vit makt-musik, i huvudsak på engelska, och har gjort låtar som One Nation Arise och Valkyrian samt har uppträtt vid olika nazistiska sammankomster.
Saga uppmärksammades i svenska och norska media i och med Anders Behring Breiviks terrordåd i Norge. I sitt manifest beskriver Breivik den svenska sångerskan: "Saga is a Swedish, female nationalist-oriented musician who creates pop-music with patriotic texts. 
"

## Diskografi
Album
- 2000 - My Tribute To Skrewdriver Volume 1
- 2000 - My Tribute To Skrewdriver Volume 2
- 2001 - Live And Kicking
- 2002 - My Tribute To Skrewdriver Volume 3
- 2007 - On My Own
- 2009 - Comrades Night - Live
- 2014 - Weapons Of Choice